# 清水茂人
清水 茂人（しみず しげと、1953年1月4日 - 没年不明）は、日本のバスケットボール選手。197cm。ポジションはパワーフォワード。

## 来歴
名門・日本鋼管でフォワードとして活躍。
全日本としてモントリオール五輪・アジア選手権に出場した。
引退後は病に侵され早世した。
日本鋼管のチームメイトであった桑田健秀とは生年月日が1日違い。